# Lill-Joatjärnen
Lill-Joatjärnen är en sjö i Bodens kommun i Norrbotten och ingår i Råneälvens huvudavrinningsområde.